# Palacio de los vizcondes del Castillo de Almansa
El palacio de los vizcondes del Castillo de Almansa es una residencia palaciega del siglo XVIII situada en la ciudad de Almería (provincia de Almería, Andalucía, España) que actualmente alberga el Archivo Histórico Provincial.
El palacio tiene dos portadas monumentales a calles diferentes (Campomanes e Infanta), una de ellas correspondiente a la antigua casa de Francisco Jover y Tovar, diseñada por el arquitecto almeriense Trinidad Cuartara con entrada para carruajes. Fue edificado para Miguel de Almansa y Uriarte,  I Vizconde del Castillo de Almansa y sus obras tuvieron lugar entre 1773 o 1775 y 1780. En 1988 fue objeto de una profunda remodelación tras la cual el edificio pasó a albergar el Archivo Histórico Provincial. 
Se trata de un ejemplo de arquitectura a caballo entre el último barroco y los inicios del neoclasicismo, carácter transitorio que se advierte en los vanos de la planta noble, irregularmente repartidos (lo que les otorga un carácter ajeno al rigor ilustrado) y con rasgos tanto barrocos (en las repisas) como neoclásicos (en los frontones semicirculares que los coronan).
Fue catalogado como Bien de Interés Cultural en 1985 en la figura de Otros.